# Campeonato Mundial de Atletismo em Pista Coberta de 2012 - 400 m masculino
A prova dos 400 metros masculino do Campeonato Mundial de Atletismo em Pista Coberta de 2012 foi disputada entre 9 e 10 de março na Ataköy Athletics Arena em Istambul, Turquia.

## Recordes
Antes desta competição, os recordes mundiais e do campeonato nesta prova eram os seguintes:
|    | Nome           | Nacionalidade  | Tempo  | Local        | Data                |
| -- | -------------- | -------------- | ------ | ------------ | ------------------- |
| WR | Kerron Clement | Estados Unidos | 44s 57 | Fayetteville | 12 de março de 2005 |
| CR | Harry Reynolds | Estados Unidos | 45s 26 | Toronto      | 14 de março de 1993 |

## Medalhistas
| Ouro              | Prata                  | Bronze            |
| Nery Brenes (CRC) | Demetrius Pinder (BAH) | Chris Brown (BAH) |

## Cronograma
| Data        | Hora  | Evento    |
| ----------- | ----- | --------- |
| 9 de março  | 12:20 | Bateria   |
| 9 de março  | 20:10 | Semifinal |
| 10 de março | 19:30 | Final     |

## Resultados

### Bateria
Qualificação: 2 atletas de cada bateria  (Q) mais os  6 melhores qualificados (q). 
| Colocação | Bateria | Atleta                    | Nacionalidade            | Tempo | Notas    |
| --------- | ------- | ------------------------- | ------------------------ | ----- | -------- |
| 1         | 1       | Demetrius Pinder          | Bahamas                  | 46.49 | Q        |
| 2         | 2       | Kirani James              | Granada                  | 46.64 | Q        |
| 3         | 1       | Tabarie Henry             | Ilhas Virgens Americanas | 46.71 | SB, Q    |
| 4         | 2       | Nery Brenes               | Costa Rica               | 46.77 | SB, Q    |
| 5         | 5       | Pavel Maslák              | Chéquia                  | 47.00 | Q        |
| 6         | 5       | Richard Buck              | Reino Unido              | 47.05 | Q        |
| 7         | 1       | Mark Ujakpor              | Espanha                  | 47.06 | q        |
| 8         | 2       | Luguelín Santos           | República Dominicana     | 47.07 | PB, q    |
| 9         | 6       | Chris Brown               | Bahamas                  | 47.28 | Q        |
| DSQ       | 2       | Rabah Yousif              | Sudão                    | 47.30 | q Doping |
| 10        | 6       | Calvin Smith              | Estados Unidos           | 47.46 | Q        |
| 11        | 6       | Ali Ekber Kayaş           | Turquia                  | 47.55 | q        |
| 12        | 3       | Nigel Levine              | Reino Unido              | 47.56 | Q        |
| 13        | 4       | Gil Roberts               | Estados Unidos           | 47.57 | Q        |
| 14        | 5       | Erison Hurtault           | Dominica                 | 47.63 | q        |
| 15        | 4       | Walentin Kruglakow        | Rússia                   | 47.70 | Q        |
| 16        | 2       | Maksim Aleksandrienko     | Rússia                   | 47.78 | q        |
| 17        | 4       | Jarrin Solomon            | Trinidad e Tobago        | 47.82 |          |
| 18        | 6       | Nika Kartawcewi           | Geórgia                  | 48.27 | PB       |
| 19        | 3       | Lorenzo Valentini         | Itália                   | 48.58 | Q        |
| 20        | 1       | Wala Gime                 | Papua-Nova Guiné         | 48.85 |          |
| 21        | 5       | Trausti Stefánsson        | Islândia                 | 48.86 |          |
| 22        | 4       | Takeshi Fujiwara          | El Salvador              | 48.96 | SB       |
| 23        | 3       | Bacar Houmadi Jannot      | Comores                  | 49.58 |          |
| 24        | 4       | Kristijan Efremov         | Macedônia do Norte       | 50.23 |          |
| 25        | 5       | Ak. Hafiy Tajuddin Rositi | Brunei                   | 51.02 | NR       |
| 26        | 1       | Yaovi Michael Gougou      | Benim                    | 51.20 | PB       |
| 27        | 6       | Bahaa Al Farra            | Palestina                | 51.65 | PB       |
| 28        | 3       | Andrés Silva              | Uruguai                  | 51.93 | SB       |
| 29        | 6       | Jeofry Limtiaco           | Guam                     | 53.67 | NR       |
| 30        | 5       | Hussein Al-Fedheili       | Omã                      | 55.15 | PB       |
|           | 3       | Lalonde Gordon            | Trinidad e Tobago        | DQ    |          |

### Semifinal
Qualificação: 2 melhores de cada bateria (Q). 
| Colocação | Bateria | Atleta                | Nacionalidade            | Tempo | Notas  |
| --------- | ------- | --------------------- | ------------------------ | ----- | ------ |
| 1         | 1       | Demetrius Pinder      | Bahamas                  | 45.94 | Q      |
| 2         | 1       | Tabarie Henry         | Ilhas Virgens Americanas | 46.01 | Q      |
| 2         | 3       | Nery Brenes           | Costa Rica               | 46.01 | NR, Q  |
| 4         | 3       | Kirani James          | Granada                  | 46.04 | Q      |
| 5         | 2       | Chris Brown           | Bahamas                  | 46.37 | Q      |
| 6         | 3       | Nigel Levine          | Reino Unido              | 46.46 |        |
| 7         | 2       | Pavel Maslák          | Chéquia                  | 46.49 | Q      |
| 8         | 2       | Richard Buck          | Reino Unido              | 46.68 |        |
| 9         | 3       | Luguelín Santos       | República Dominicana     | 46.83 | PB     |
| 10        | 1       | Mark Ujakpor          | Espanha                  | 46.98 |        |
| 11        | 1       | Gil Roberts           | Estados Unidos           | 47.01 |        |
| 12        | 2       | Calvin Smith          | Estados Unidos           | 47.09 |        |
| 13        | 3       | Walentin Kruglakow    | Rússia                   | 47.34 |        |
| 14        | 2       | Ali Ekber Kayaş       | Turquia                  | 48.16 |        |
| 15        | 1       | Lorenzo Valentini     | Itália                   | 48.47 |        |
| 16        | 3       | Erison Hurtault       | Dominica                 | 48.68 |        |
| 17        | 1       | Maksim Aleksandrienko | Rússia                   | 49.76 |        |
| DSQ       | 2       | Rabah Yousif          | Sudão                    | DNF   | Doping |

### Final
A final ocorreu dia 10 de março. 
| Colocação         | Raia | Atleta           | Nacionalidade            | Tempo | Notas    |
| ----------------- | ---- | ---------------- | ------------------------ | ----- | -------- |
| Medalha de ouro   | 6    | Nery Brenes      | Costa Rica               | 45,11 | CR WL NR |
| Medalha de prata  | 5    | Demetrius Pinder | Bahamas                  | 45,34 | SB       |
| Medalha de bronze | 4    | Chris Brown      | Bahamas                  | 45,90 | SB       |
| 4                 | 3    | Tabarie Henry    | Ilhas Virgens Americanas | 45,96 | SB       |
| 5                 | 2    | Pavel Maslák     | Chéquia                  | 46,19 |          |
| 6                 | 1    | Kirani James     | Granada                  | 46,21 |          |

Legenda
| Recorde mundial       | Recorde mundial (World record)               |                       | Recorde africano                      | Recorde africano (African) |                                           | Q | Classificado por posição (Qualified) |
| Recorde do campeonato | Recorde do campeonato (Championship record)  | Recorde da América    | Recorde da América (Americas)         | q                          | Classificado por melhor tempo (Qualified) |   |                                      |
| Melhor marca do ano   | Melhor marca do ano (World leading)          | Recorde asiático      | Recorde asiático (Asian)              | DNS                        | Não largou (Did not start)                |   |                                      |
| Recorde nacional      | Recorde nacional (National record)           | Recorde europeu       | Recorde europeu (European)            | DNF                        | Não terminou (Did not finish)             |   |                                      |
| Recorde pessoal       | Recorde pessoal do atleta (Personal best)    | Recorde da Oceania    | Recorde da Oceania (Oceania)          | DSQ / DQ                   | Desclassificado (Disqualified)            |   |                                      |
| Recorde da temporada  | Recorde da temporada do atleta (Season best) | Recorde sul-americano | Recorde sul-americano (South America) | NM                         | Sem marca (No mark)                       |   |                                      |